# Liste der Fornminnen in Ramdala

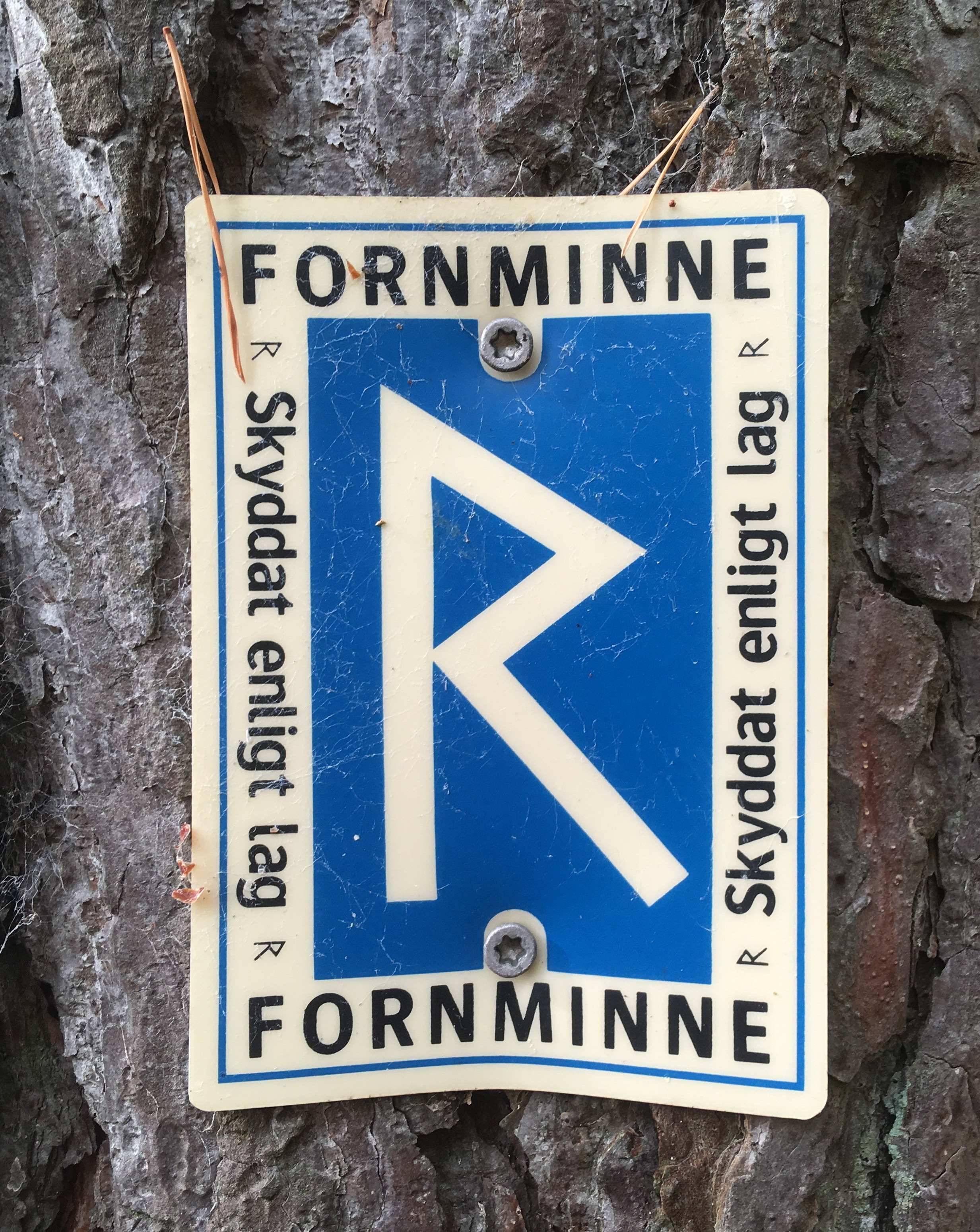
Zeichen für „Fornminnen“ in Schweden

Diese Liste der Fornminnen in Ramdala zeigt die „Alten/antiken Denkmale“ (schwedisch fornminnen) im ehemaligen Socken Ramdala in der heutigen Gemeinde Karlskrona der südschwedischen Provinz Blekinge län, sie ist eine Teilliste der „Liste der Fornminnen in Blekinge“. Die Aufteilung basiert auf der historischen Zuordnung der Gebiete in Socken (siehe auch) und der Einteilung des Zentralamts für Denkmalpflege Riksantikvarieämbetet (RAÄ). Es werden die Fornminnen aufgeführt, die auf dem Suchdienst „Fornsök“ registriert sind, welcher weitere Informationen zu den bekannten kulturhistorischen Überresten in Schweden enthält.

## Begriffserklärung
Fornminnen (schwedisch für alte/antike Denkmale oder archäologische Funde) sind in Schweden alte Objekte und archäologische Funde (Fornlämningar), welche die Überreste menschlicher Aktivitäten in der Vergangenheit bezeichnen, die durch frühere Nutzung entstanden sind und dauerhaft aufgegeben wurden. Dabei gilt für Fornminnen, die vor 1850 entstanden sind, dass sie automatisch durch das Gesetz geschützt sind. Aber auch jüngere Überreste können zu Bodendenkmalen erklärt werden, wenn sie sich an ihrem ursprünglichen Standort befinden und weitgehend erdgebunden sind. Als Fornminnen zählen u. a. Siedlungen und Siedlungsreste aus prähistorischer Zeit, Gräber und Grabstätten, Burgruinen, Ruinen von Klöstern, Kirchen und Schlössern, Steine und Felsen mit Inschriften und Bildern (z. B. Runensteine und Petroglyphen), insofern sie nicht schon als Einzeldenkmal unter Byggnadsminnen (schwedisch für Baudenkmale) oder kyrkliga Kulturminnen (schwedisch für kirchliches Kulturgut) ausgewiesen sind.

## Legende
| ID           | = | ID.Nr. des Denkmalregisters (Fornsök) im schwedische Amt für nationales Kulturerbe (Riksantikvarieämbetet (RAÄ)) |
| Lage         | = | Koordinatenangabe des Standorts                                                                                  |
| Bezeichnung  | = | Bezeichnung des Denkmalobjekts (auch RAÄ-Nr.)                                                                    |
| Beschreibung | = | Name (Denkmaltyp/Dokumentenverweis im Arkivsök) sowie eine kurze Beschreibung des Objekts                        |
| Bild         | = | Bild des Objekts sowie Verweis auf weitere Bilder                                                                |

## Fornminnen Ramdala
| ID             | Lage    | Bezeichnung (RAÄ-Nr.) | Beschreibung | Bild           |
| -------------- | ------- | --------------------- | --- | -------------- |
| 10100900020001 | (Karte) | Ramdala 2:1           | Ramdala 2:1 (Grabstein / L1979:4036) ca. 2 m hoher und 0,7 m breiter Grabstein; etwa 50 m westlich von Grundstück Byavägen 44 im Norden der Senoren-Insel; etwa 20 m westlich davon befindet sich der Grabstein Ramdala 2:2 (L1979:3591) | Weitere Bilder |
| 10100900020002 | (Karte) | Ramdala 2:2           | Ramdala 2:2 (Grabstein / L1979:3591) ca. 2 m hoher und 0,8 m breiter Grabstein; etwa 70 m westlich von Grundstück Byavägen 44 im Norden der Senoren-Insel; etwa 20 m östlich davon befindet sich der Grabstein Ramdala 2:1 (L1979:4036) | Weitere Bilder |
| 10100900130001 | (Karte) | Ramdala 13:1          | Ramdala 13:1 (Steinhügelgrab / L1979:3730) bitte Beschreibung ergänzen | Weitere Bilder |
| 10100900180001 | (Karte) | Ramdala 18:1          | Ramdala 18:1 (Steinhügelgrab / L1979:3156) bitte Beschreibung ergänzen | Weitere Bilder |
| 10100900230001 | (Karte) | Ramdala 23:1          | Ramdala 23:1 (Steinsetzung / L1979:3083) bitte Beschreibung ergänzen | Weitere Bilder |
| 10100900240001 | (Karte) | Ramdala 24:1          | Ramdala 24:1 (Steinhügelgrab / L1979:3084) bitte Beschreibung ergänzen | Weitere Bilder |
| 10100900250001 | (Karte) | Ramdala 25:1          | Ramdala 25.1 (Steinhügelgrab / L1979:3502) bitte Beschreibung ergänzen | Weitere Bilder |
| 10100900260001 | (Karte) | Ramdala 26:1          | Ramdala 26:1 (Grabstein / L1979:3985) bitte Beschreibung ergänzen | Weitere Bilder |
| 10100900270001 | (Karte) | Ramdala 27:1          | Ramdala 27:1 (Steinhügelgrab / L1979:3460) bitte Beschreibung ergänzen | Weitere Bilder |
| 10100900280001 | (Karte) | Ramdala 28:1          | Ramdala 28:1 (Steinhügelgrab / L1979:3461) bitte Beschreibung ergänzen | Weitere Bilder |
| 10100900290001 | (Karte) | Ramdala 29:1          | Ramdala 29:1 (Steinhügelgrab / L1979:3462) bitte Beschreibung ergänzen | Weitere Bilder |
| 10100900300001 | (Karte) | Ramdala 30:1          | Ramdala 30:1 (Steinhügelgrab / L1979:3909) bitte Beschreibung ergänzen | Weitere Bilder |
| 10100900320001 | (Karte) | Ramdala 32:1          | Ramdala 32:1 (Steinsetzung / L1979:3866) bitte Beschreibung ergänzen | Weitere Bilder |
| 10100900340001 | (Karte) | Ramdala 34:1          | Ramdala 34:1 (Steinhügelgrab / L1979:3867) bitte Beschreibung ergänzen | Weitere Bilder |
| 10100900350001 | (Karte) | Ramdala 35:1          | Ramdala 35:1 (Steinhügelgrab / L1979:3257) bitte Beschreibung ergänzen | Weitere Bilder |
| 10100900360001 | (Karte) | Ramdala 36:1          | Ramdala 36:1 (Grabhügel / L1979:6794) Hügelgrab am Rande eines Waldstücks, etwa 700 m südlich der Kirche Ramdala (siehe auch), ca. 50 m südwestlich vom Grabstein Ramdala 36:2 (L1979:6357) und etwa 100 m südlich vom Steinhügelgrab Ramdala 37:1 (L1979:6358) | Weitere Bilder |
| 10100900360002 | (Karte) | Ramdala 36:2          | Ramdala 36:2 (Grabstein / L1979:6357) Reste eines Grabsteins am Rande eines Waldstücks, etwa 650 m südlich der Kirche Ramdala (siehe auch), ca. 50 m nordwestlich vom Hügelgrab Ramdala 36:1 (L1979:6794) und etwa 50 m südöstlich vom Steinhügelgrab Ramdala 37:1 (L1979:6358) | Weitere Bilder |
| 10100900370001 | (Karte) | Ramdala 37:1          | Ramdala 37:1 (Steinhügelgrab / L1979:6358) rundes (etwa 20 m Durchmesser) Steinhügelgrab in einem Waldstück etwa 600 m südlich der Kirche Ramdala (siehe auch), etwa 100 m nördlich vom Grabhügel Ramdala 36:1 (L1979:6794) und ca. 50 m nordwestlich vom Grabstein Ramdala 36:2 (L1979:6357)                                                                                                   | Weitere Bilder |
| 10100900390001 | (Karte) | Ramdala 39:1          | Ramdala 39:1 (Steinhügelgrab / L1979:6904) bitte Beschreibung ergänzen | Weitere Bilder |
| 10100900400001 | (Karte) | Ramdala 40:1          | Ramdala 40:1 (Steinhügelgrab / L1979:6465) bitte Beschreibung ergänzen | Weitere Bilder |
| 10100900420001 | (Karte) | Ramdala 42:1          | Ramdala 42:1 (Steinkreis / L1979:6939) bitte Beschreibung ergänzen | Weitere Bilder |
| 10100900420002 | (Karte) | Ramdala 42:2          | Ramdala 42:2 (Steinkreis / L1979:7013) bitte Beschreibung ergänzen | Weitere Bilder |
| 10100900430001 | (Karte) | Ramdala 43:1          | Ramdala 43:1 (Grabstein / L1979:6576) bitte Beschreibung ergänzen | Weitere Bilder |
| 10100900430002 | (Karte) | Ramdala 43:2          | Ramdala 43:2 (Grabstein / L1979:6575) bitte Beschreibung ergänzen | Weitere Bilder |
| 10100900440001 | (Karte) | Ramdala 44:1          | Ramdala 44:1 (Gräberfeld / L1979:6577) bitte Beschreibung ergänzen | Weitere Bilder |
| 10100900460001 | (Karte) | Ramdala 46:1          | Ramdala 46:1 (Steinsetzung / L1979:3510) bitte Beschreibung ergänzen | Weitere Bilder |
| 10100900460002 | (Karte) | Ramdala 46:2          | Ramdala 46:2 (Steinsetzung / L1979:3509) bitte Beschreibung ergänzen | Weitere Bilder |
| 10100900470001 | (Karte) | Ramdala 47:1          | Ramdala 47:1 (Steinhügelgrab / L1979:3218) bitte Beschreibung ergänzen | Weitere Bilder |
| 10100900500001 | (Karte) | Ramdala 50:1          | Ramdala 50:1 (Steinsetzung / L1979:3653) bitte Beschreibung ergänzen | Weitere Bilder |
| 10100900500002 | (Karte) | Ramdala 50:2          | Ramdala 50:2 (Steinsetzung / L1979:3652) bitte Beschreibung ergänzen | Weitere Bilder |
| 10100900550001 | (Karte) | Ramdala 55:1          | Ramdala 55:1 (Steinhügelgrab / L1979:3782) bitte Beschreibung ergänzen | Weitere Bilder |
| 10100900560001 | (Karte) | Ramdala 56:1          | Ramdala 56:1 (Steinhügelgrab / L1979:3467) bitte Beschreibung ergänzen | Weitere Bilder |
| 10100900570001 | (Karte) | Ramdala 57:1          | Ramdala 57:1 (Grabhügel / L1979:3445) bitte Beschreibung ergänzen | Weitere Bilder |
| 10100900580001 | (Karte) | Ramdala 58:1          | Ramdala 58:1 (Steinhügelgrab / L1979:3916) bitte Beschreibung ergänzen | Weitere Bilder |
| 10100900590001 | (Karte) | Ramdala 59:1          | Ramdala 59:1 (Steinhügelgrab / L1979:3917) bitte Beschreibung ergänzen | Weitere Bilder |
| 10100900600001 | (Karte) | Ramdala 60:1          | Ramdala 60:1 (Steinsetzung / L1979:3576) bitte Beschreibung ergänzen | Weitere Bilder |
| 10100900600002 | (Karte) | Ramdala 60:2          | Ramdala 60:2 (Steinsetzung / L1979:3918) bitte Beschreibung ergänzen | Weitere Bilder |
| 10100900600003 | (Karte) | Ramdala 60:3          | Ramdala 60:3 (Steinsetzung / L1979:3597) bitte Beschreibung ergänzen | Weitere Bilder |
| 10100900610001 | (Karte) | Ramdala 61:1          | Ramdala 61:1 (Steinsetzung / L1979:4041) bitte Beschreibung ergänzen | Weitere Bilder |
| 10100900630001 | (Karte) | Ramdala 63:1          | Ramdala 63:1 (Petroglyphe / L1979:4043) Felszeichnung, ca. 2,6 × 1,7 m bestehend aus mehreren größeren Schiffen (bis zu 1,2 m lang), Rillen (bis zu 0,25 m) sowie verschiedenen Schalengruben und Fragmenten bei Grundstück Vallby 105, 373 53 Ramdala (siehe auch Bildnachweis), nördlich davon liegt Ramdala 145 (L1978:4472)                                                                 | Weitere Bilder |
| 10100900640001 | (Karte) | Ramdala 64:1          | Ramdala 64:1 (Steinsetzung / L1979:3144) bitte Beschreibung ergänzen | Weitere Bilder |
| 10100900650001 | (Karte) | Ramdala 65:1          | Ramdala 65:1 (Steinsetzung / L1979:3145) bitte Beschreibung ergänzen | Weitere Bilder |
| 10100900670001 | (Karte) | Ramdala 67:1          | Ramdala 67:1 (Grabhügel / L1979:3853) bitte Beschreibung ergänzen | Weitere Bilder |
| 10100900680001 | (Karte) | Ramdala 68:1          | Ramdala 68:1 (Steinhügelgrab / L1979:3260) bitte Beschreibung ergänzen | Weitere Bilder |
| 10100900690001 | (Karte) | Ramdala 69:1          | Ramdala 69:1 (Steinhügelgrab / L1979:3261) bitte Beschreibung ergänzen | Weitere Bilder |
| 10100900700001 | (Karte) | Ramdala 70:1          | Ramdala 70:1 (Steinsetzung / L1979:3262) bitte Beschreibung ergänzen | Weitere Bilder |
| 10100900700002 | (Karte) | Ramdala 70:2          | Ramdala 70:2 (Steinsetzung / L1979:3997) bitte Beschreibung ergänzen | Weitere Bilder |
| 10100900710001 | (Karte) | Ramdala 71:1          | Ramdala 71:1 (Steinsetzung / L1979:3979) bitte Beschreibung ergänzen | Weitere Bilder |
| 10100900720001 | (Karte) | Ramdala 72:1          | Ramdala 72:1 (Grabstein / L1979:3389) bitte Beschreibung ergänzen | Weitere Bilder |
| 10100900770001 | (Karte) | Ramdala 77:1          | Ramdala 77:1 (Steinsetzung / L1979:6722) bitte Beschreibung ergänzen | Weitere Bilder |
| 10100900780001 | (Karte) | Ramdala 78:1          | Ramdala 78:1 (Grabhügel / L1979:6299) bitte Beschreibung ergänzen | Weitere Bilder |
| 10100900780002 | (Karte) | Ramdala 78:2          | Ramdala 78:2 (Steinsetzung / L1979:6723) bitte Beschreibung ergänzen | Weitere Bilder |
| 10100900780003 | (Karte) | Ramdala 78:3          | Ramdala 78:3 (Steinsetzung / L1979:6724) bitte Beschreibung ergänzen | Weitere Bilder |
| 10100900790001 | (Karte) | Ramdala 79:1          | Ramdala 79:1 (Grabstein / L1979:6396) bitte Beschreibung ergänzen | Weitere Bilder |
| 10100900810001 | (Karte) | Ramdala 81:1          | Ramdala 81:1 (Grabstein / L1979:6825) bitte Beschreibung ergänzen | Weitere Bilder |
| 10100900820001 | (Karte) | Ramdala 82:1          | Ramdala 82:1 (Gräberfeld / L1979:6826) bitte Beschreibung ergänzen | Weitere Bilder |
| 10100900830001 | (Karte) | Ramdala 83:1          | Ramdala 83:1 (Steinsetzung / L1979:6936) bitte Beschreibung ergänzen | Weitere Bilder |
| 10100900840001 | (Karte) | Ramdala 84:1          | Ramdala 84:1 (Steinhügelgrab / L1979:6938) bitte Beschreibung ergänzen | Weitere Bilder |
| 10100900840002 | (Karte) | Ramdala 84:2          | Ramdala 84:2 (Steinsetzung / L1979:6937) bitte Beschreibung ergänzen | Weitere Bilder |
| 10100900840003 | (Karte) | Ramdala 84:3          | Ramdala 84:3 (Steinsetzung / L1979:6521) bitte Beschreibung ergänzen | Weitere Bilder |
| 10100900850001 | (Karte) | Ramdala 85:1          | Ramdala 85:1 (Gräberfeld / L1979:6168) bitte Beschreibung ergänzen | Weitere Bilder |
| 10100900860001 | (Karte) | Ramdala 86:1          | Ramdala 86:1 (Gräberfeld / L1979:6283) bitte Beschreibung ergänzen | Weitere Bilder |
| 10100900870001 | (Karte) | Ramdala 87:1          | Ramdala 87:1 (Gräberfeld / L1979:6285) bitte Beschreibung ergänzen | Weitere Bilder |
| 10100900910001 | (Karte) | Ramdala 91:1          | Ramdala 91:1 (Grabstein / L1979:6847) bitte Beschreibung ergänzen | Weitere Bilder |
| 10100900910002 | (Karte) | Ramdala 91:2          | Ramdala 91:2 (Grabstein / L1979:6940) bitte Beschreibung ergänzen | Weitere Bilder |
| 10100900930001 | (Karte) | Ramdala 93:1          | Ramdala 93:1 (Grabstein / L1979:6506) bitte Beschreibung ergänzen | Weitere Bilder |
| 10100900950001 | (Karte) | Ramdala 95:1          | Ramdala 95:1 (Grabstein / L1979:6609) bitte Beschreibung ergänzen | Weitere Bilder |
| 10100900960001 | (Karte) | Ramdala 96:1          | Ramdala 96:1 (Steinsetzung / L1979:6174) bitte Beschreibung ergänzen | Weitere Bilder |
| 10100900980001 | (Karte) | Ramdala 98:1          | Ramdala 98:1 (Steinhügelgrab / L1979:6176) bitte Beschreibung ergänzen | Weitere Bilder |
| 10100901040001 | (Karte) | Ramdala 104:1         | Ramdala 104:1 (Steinsetzung / L1979:3071) bitte Beschreibung ergänzen | Weitere Bilder |
| 10100901100001 | (Karte) | Ramdala 110:1         | Ramdala 110:1 (Steinsetzung / L1979:3525) bitte Beschreibung ergänzen | Weitere Bilder |
| 10100901110001 | (Karte) | Ramdala 111:1         | Ramdala 111:1 (Petroglyphe / L1979:3995) bitte Beschreibung ergänzen | Weitere Bilder |
| 10100901120001 | (Karte) | Ramdala 112:1         | Ramdala 112:1 (Steinsetzung / L1979:3996) bitte Beschreibung ergänzen | Weitere Bilder |
| 10100901130001 | (Karte) | Ramdala 113:1         | Ramdala 113:1 (Steinsetzung / L1979:3326) bitte Beschreibung ergänzen | Weitere Bilder |
| 10100901140001 | (Karte) | Ramdala 114:1         | Ramdala 114:1 (Steinsetzung / L1979:3667) bitte Beschreibung ergänzen | Weitere Bilder |
| 10100901150001 | (Karte) | Ramdala 115:1         | Ramdala 115:1 (Petroglyphe / L1979:3092) bitte Beschreibung ergänzen | Weitere Bilder |
| 10100901160001 | (Karte) | Ramdala 116:1         | Ramdala 116:1 (Petroglyphe / L1979:3805) bitte Beschreibung ergänzen | Weitere Bilder |
| 10100901160002 | (Karte) | Ramdala 116:2         | Ramdala 116:2 (Petroglyphe / L1979:3093) bitte Beschreibung ergänzen | Weitere Bilder |
| 10100901170001 | (Karte) | Ramdala 117:1         | Ramdala 117:1 (Petroglyphe / L1979:3220) bitte Beschreibung ergänzen | Weitere Bilder |
| 10100901180001 | (Karte) | Ramdala 118:1         | Ramdala 118:1 (Petroglyphe / L1979:3580) bitte Beschreibung ergänzen | Weitere Bilder |
| 10100901180002 | (Karte) | Ramdala 118:2         | Ramdala 118:2 (Petroglyphe / L1979:3346) bitte Beschreibung ergänzen | Weitere Bilder |
| 10100901180003 | (Karte) | Ramdala 118:3         | Ramdala 118:3 (Petroglyphe / L1979:3347) bitte Beschreibung ergänzen | Weitere Bilder |
| 10100901190001 | (Karte) | Ramdala 119:1         | Ramdala 119:1 (Petroglyphe / L1979:3027) bitte Beschreibung ergänzen | Weitere Bilder |
| 10100901200001 | (Karte) | Ramdala 120:1         | Ramdala 120:1 (Petroglyphe / L1979:3469) bitte Beschreibung ergänzen | Weitere Bilder |
| 10100901210001 | (Karte) | Ramdala 121:1         | Ramdala 121:1 (Steinsetzung / L1979:3857) bitte Beschreibung ergänzen | Weitere Bilder |
| 10100901220001 | (Karte) | Ramdala 122:1         | Ramdala 122:1 (Grabstein / L1979:3159) bitte Beschreibung ergänzen | Weitere Bilder |
| 10100901290001 | (Karte) | Ramdala 129:1         | Ramdala 129:1 (Wallburg / L1979:6742) Reste einer ehemaligen Wallburg auf einem Hügel der Schäreninsel Borgholm ca. 3 km östlich Sturkö. Wird im Norden und Osten von steilen Klippen begrenzt und ist von West bis Nord von einem ca. 140 m langen Wall aus Steinen umgeben. | Weitere Bilder |
| 12000000100157 | (Karte) | Ramdala 144           | Ramdala 144 (Petroglyphe / L1978:3827) bitte Beschreibung ergänzen | Weitere Bilder |
| 12000000100163 | (Karte) | Ramdala 145           | Ramdala 145 (Petroglyphe / L1978:4472) Schalengrubendarstellung auf einem Stein bei Grundstück Vallby 105, 373 53 Ramdala nördlich von Ramdala 63:1 (L1979:4043) | Weitere Bilder |
| 12000000100167 | (Karte) | Ramdala 146           | Ramdala 146 (Petroglyphe / L1978:3165) bitte Beschreibung ergänzen | Weitere Bilder |
| 12000000100171 | (Karte) | Ramdala 147           | Ramdala 147 (Petroglyphe / L1978:3825) bitte Beschreibung ergänzen | Weitere Bilder |
| 12000000100185 | (Karte) | Ramdala 148           | Ramdala 148 (Petroglyphe / L1978:4616) bitte Beschreibung ergänzen | Weitere Bilder |
| 12000000124679 | (Karte) | Ramdala 151           | Ramdala 151 (Steinsetzung / L1978:7461) bitte Beschreibung ergänzen | Weitere Bilder |
| 12000000125202 | (Karte) | Ramdala 156           | Ramdala 156 (Steinsetzung / L1978:7364) Reste einer runden (etwa 4 m Durchmesser) steingefüllten Steinsetzung aus 15 sichtbaren Steinen in einem Waldstück, etwa 300 m südlich der Kirche Ramdala (siehe auch) und ca. 300 m nordöstlich vom Steinhügelgrab Ramdala 37:1 (L1979:6358) | Weitere Bilder |
| 12000000125204 | (Karte) | Ramdala 158           | Ramdala 158 (Steinsetzung / L1978:7377) bitte Beschreibung ergänzen | Weitere Bilder |
| 12000000126174 | (Karte) | Ramdala 163           | Ramdala 163 (Steinhügelgrab / L1978:7436) rundes Steinhügelgrab (ca. 8 m Durchmesser und 0,9 m Höhe) ca. 1 km nördlich Ortschaft Vallby, ca. 100 m westlich der Steinsetzung Ramdala 164 (L1978:7437) und ca. 200 m westlich der Steinsetzung Ramdala 64:1 (L1979:3144) | Weitere Bilder |
| 12000000126175 | (Karte) | Ramdala 164           | Ramdala 164 (Steinsetzung / L1978:7437) runde (ca. 6 m Durchmesser und 0,5 m hoch) Steinsetzung, ca. 1 km nördlich Ortschaft Vallby, mit tw. stehenden Steinen und einer fast vollständigen Steinumrandung sowie einer mittigen 2 x 2 m aufgefüllten Vertiefung; ca. 100 m westlich der Steinsetzung Ramdala 64:1 (L1979:3144) und etwa 100 m östlich der Steinsetzung Ramdala 164 (L1978:7437) | Weitere Bilder |
| 12000000126544 | (Karte) | Ramdala 182           | Ramdala 182 (Petroglyphe / L1978:7528) bitte Beschreibung ergänzen | Weitere Bilder |
| 12000000126617 | (Karte) | Ramdala 183           | Ramdala 183 (Petroglyphe / L1978:7529) bitte Beschreibung ergänzen | Weitere Bilder |
| 12000000127004 | (Karte) | Ramdala 187           | Ramdala 187 (Petroglyphe / L1978:7512) bitte Beschreibung ergänzen | Weitere Bilder |
| 12000000127006 | (Karte) | Ramdala 188           | Ramdala 188 (Petroglyphe / L1978:7513) bitte Beschreibung ergänzen | Weitere Bilder |
| 12000000127009 | (Karte) | Ramdala 189           | Ramdala 189 (Petroglyphe / L1978:7402) bitte Beschreibung ergänzen | Weitere Bilder |
| 12000000127011 | (Karte) | Ramdala 190           | Ramdala 190 (Petroglyphe / L1978:7403) bitte Beschreibung ergänzen | Weitere Bilder |
| 12000000127015 | (Karte) | Ramdala 193           | Ramdala 193 (Petroglyphe / L1978:5093) bitte Beschreibung ergänzen | Weitere Bilder |
| 12000000127080 | (Karte) | Ramdala 194           | Ramdala 194 (Petroglyphe / L1978:7397) bitte Beschreibung ergänzen | Weitere Bilder |
| 12000000127082 | (Karte) | Ramdala 195           | Ramdala 195 (Petroglyphe / L1978:7398) bitte Beschreibung ergänzen | Weitere Bilder |
| 12000000127084 | (Karte) | Ramdala 196           | Ramdala 196 (Petroglyphe / L1978:7399) bitte Beschreibung ergänzen | Weitere Bilder |
| 12000000127337 | (Karte) | Ramdala 198           | Ramdala 198 (Steinsetzung / L1978:5325) bitte Beschreibung ergänzen | Weitere Bilder |
| 12000000127340 | (Karte) | Ramdala 200           | Ramdala 200 (Petroglyphe / L1978:5326) bitte Beschreibung ergänzen | Weitere Bilder |
| 12000000127342 | (Karte) | Ramdala 201           | Ramdala 201 (Petroglyphe / L1978:5327) bitte Beschreibung ergänzen | Weitere Bilder |
| 12000000127621 | (Karte) | Ramdala 207           | Ramdala 207 (Petroglyphe / L1978:5157) bitte Beschreibung ergänzen | Weitere Bilder |
| 12000000127625 | (Karte) | Ramdala 208           | Ramdala 208 (Petroglyphe / L1978:5349) bitte Beschreibung ergänzen | Weitere Bilder |
| 12000000129410 | (Karte) | Ramdala 209           | Ramdala 209 (Petroglyphe / L1978:5132) bitte Beschreibung ergänzen | Weitere Bilder |
| 12000000129412 | (Karte) | Ramdala 210           | Ramdala 210 (Petroglyphe / L1978:4920) bitte Beschreibung ergänzen | Weitere Bilder |
| 12000000129414 | (Karte) | Ramdala 211           | Ramdala 211 (Petroglyphe / L1978:4921) bitte Beschreibung ergänzen | Weitere Bilder |
| 12000000129416 | (Karte) | Ramdala 212           | Ramdala 212 (Petroglyphe / L1978:4973) bitte Beschreibung ergänzen | Weitere Bilder |